# Gasteracantha martensi
Gasteracantha martensi is een spinnensoort in de taxonomische indeling van de wielwebspinnen (Araneidae).
Het dier behoort tot het geslacht Gasteracantha. De wetenschappelijke naam van de soort werd voor het eerst geldig gepubliceerd in 1914 door Maria Dahl.